# 20465 Vervack
20465 Vervack (tên chỉ định: 1999 MJ1) là một tiểu hành tinh vành đai chính. Nó được khám phá thông qua Chương trình nghiên cứu đối tượng gần Trái Đất của đài thiên văn Lowell ở Anderson Mesa ở Coconino County, Arizona, ngày 20 tháng 6 năm 1999. Nó được đặt theo tên Ronald J. Vervack, Jr., thuộc Phòng Lab ứng dụng Vật lý ở Đại học Johns Hopkins.